# Fire Water Burn
Fire Water Burn (englisch für „Feuer Wasser Brennen“) ist ein Lied der US-amerikanischen Rockband Bloodhound Gang. Der Song ist die erste Singleauskopplung ihres zweiten Studioalbums One Fierce Beer Coaster und wurde am 9. Februar 1997 veröffentlicht. Mit dem Stück erreichte die Gruppe erste internationale Bekanntheit.

## Inhalt
In Fire Water Burn stellt sich Sänger Jimmy Pop als „blöder weißer Junge“ von der Mittelschule vor, der sich selbst als die Wurzel alles Bösen sieht und meint, dass er in die Hölle kommt. Textlich sind neben sexuellen Anspielungen auch zahlreiche Referenzen auf Musiker und andere Prominente, wie Barry White, Frank Black, Marvin Gaye, Martha Raye, Lawrence Welk, Kurt Cobain, Jimi Hendrix, Mark Twain und John F. Kennedy enthalten. Der Refrain ist an das Lied The Roof Is on Fire von Rock Master Scott & the Dynamic Three aus dem Jahr 1984 angelehnt. In der zensierten Version wird das Wort „Motherfucker“ im Refrain durch das Wiehern eines Esels ersetzt.

“The roof, the roof, the roof is on fire

We don’t need no water, let the motherfucker burn

Burn, motherfucker, burn”

## Produktion
Der Song wurde von Jimmy Pop selbst produziert, der auch als Autor fungierte. Zudem sind Rock Master Scott & the Dynamic Three als Autoren angegeben.

## Musikvideo
Bei dem zu Fire Water Burn gedrehten Musikvideo führte Michael Alperowitz Regie. Es verzeichnet auf YouTube über 26 Millionen Aufrufe (Stand März 2023). Das Video zeigt die Bloodhound Gang, die den Song in der Cafeteria eines Altenheims spielt. Während des Auftritts verlässt Sänger Jimmy Pop die Bühne, vollführt Tanzeinlagen und schneidet Grimassen vor den anwesenden Senioren, die jedoch alle nicht auf ihn reagieren. Schließlich bemerken die alten Leute doch noch die Band, laufen zur Bühne und jubeln ihnen im weiteren Verlauf des Liedes zu. Nach dem Konzert verlassen die Bandmitglieder jeweils mit einem Zuschauer im Arm das Gebäude und es kommt heraus, dass es sich bei dem Heim um eine Anstalt für Gehörlose handelt.

## Single

### Covergestaltung
Das Singlecover zeigt Jimmy Pop, der seinen Mund weit aufreißt und eine schwarze Mütze mit der Aufschrift „Suburbs“ sowie ein blaues T-Shirt trägt. Mit seinen Händen macht er die Mano-cornuta-Geste, die im Metal gebräuchlich ist. Am oberen Bildrand stehen die Schriftzüge Bloodhound Gang und Fire Water Burn. Im Hintergrund sind Flammen zu sehen.

### Titellisten
Single
1. Fire Water Burn (Rudimental Jammy Jam) – 4:50
2. Fire Water Burn (Jim Makin’ Jamaican Mix) – 5:01

Maxi
1. Fire Water Burn (Rudimental Jammy Jam) – 4:50
2. Fire Water Burn (Jim Makin’ Jamaican Mix) – 5:01
3. Fire Water Burn (We Don’t Need No God Lives Underwater Mix) – 3:31
4. Fire Water Burn (A Coo Dic Ver Din) – 4:42

### Chartplatzierungen
Fire Water Burn erreichte unter anderem Platz zwei in Norwegen, Position vier in den Niederlanden, jeweils Rang sechs in Neuseeland und Schweden sowie Platz 13 in Australien. Dagegen konnte es sich in den deutschen Singlecharts nicht platzieren.

### Auszeichnungen für Musikverkäufe
Das Lied wurde noch im Erscheinungsjahr in Australien für mehr als 35.000 verkaufte Einheiten mit einer Goldenen Schallplatte ausgezeichnet.

| Land/Region       | Auszeichnungen für Musikverkäufe (Land/Region, Auszeichnung, Verkäufe) | Verkäufe |
| ----------------- | ---------------------------------------------------------------------- | -------- |
| Australien (ARIA) | Gold                                                                   | 35.000   |
| Neuseeland (RMNZ) | Platin                                                                 | 10.000   |
| Norwegen (IFPI)   | Gold                                                                   | 10.000   |
| Schweden (IFPI)   | Platin                                                                 | 30.000   |
| Insgesamt         | 2× Gold · 2× Platin ·                                                  | 85.000   |